# Malajbjörn
Malajbjörn (Helarctos malayanus) är en liten art i familjen björnar som har svart päls och grågul nos. Arten förs vanligen till det egna släktet Helarctos, men ibland även till släktet Ursus. Ett annat namn är solbjörn, som även finns i släktnamnet (gr. helios = sol) och troligen syftar på den gula fläcken på bröstet. Ett föråldrat namn är också biruang.

## Utseende

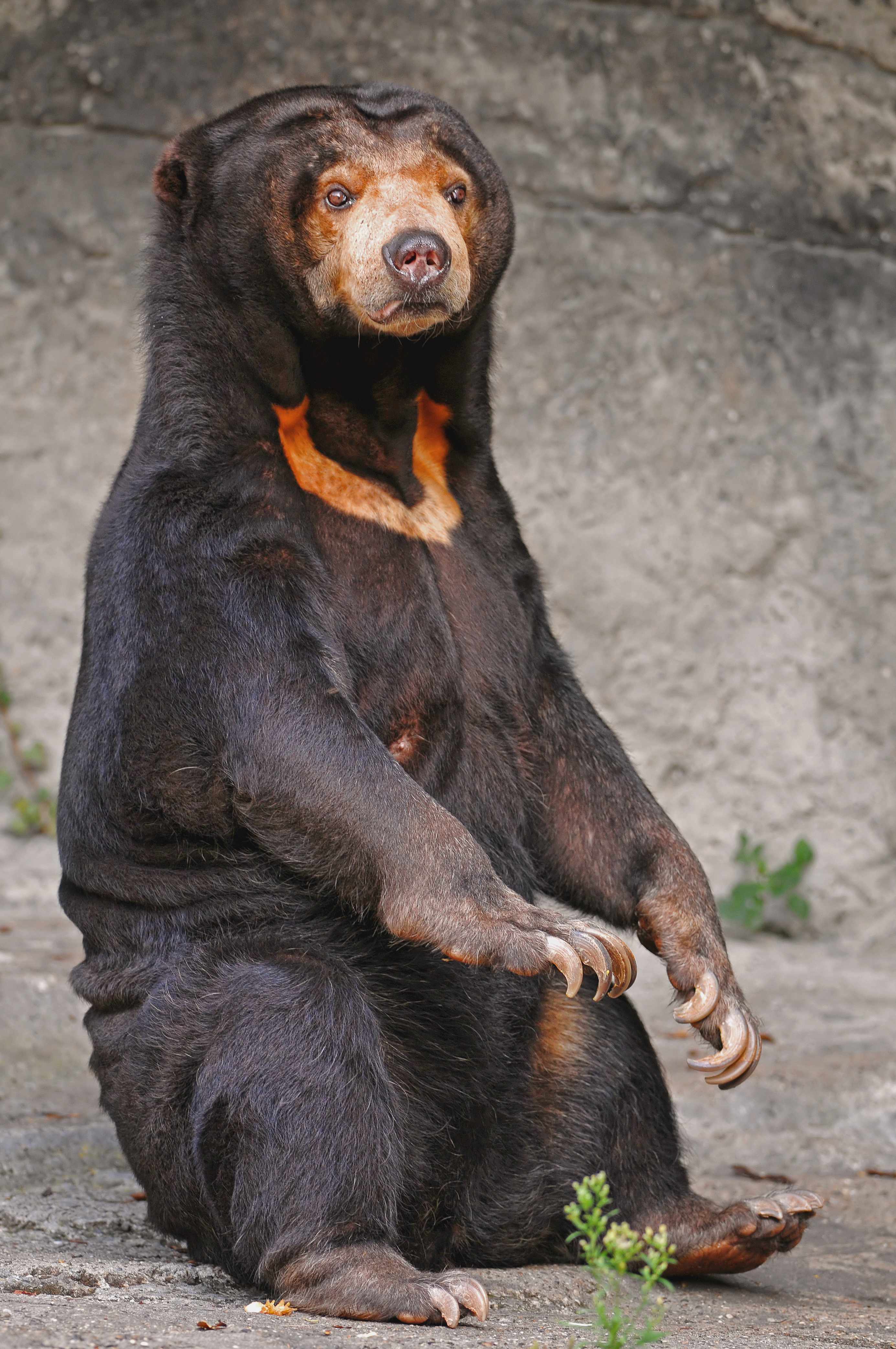
Sittande malajbjörn.

Malajbjörnen har svart päls med korta hår. På bröstet finns en halvmånformig fläck som är vit eller gulaktig. Den korta nosen har en ljust gulaktig eller orange färg. Kännetecknande är djurets långa tunga. Öronen är små och avrundade. Malajbjörnen har stora böjda vassa klor och nakna fotsulor som en anpassning till livet i träd.
En vuxen individ når en kroppslängd mellan 100 och 140 centimeter och en mankhöjd på omkring 70 centimeter. Den 3 till 7 centimeter långa svansen är bara en stump. Vikten varierar mellan 27 och 65 kilogram och hanar är betydligt tyngre än honor.

## Utbredning och habitat
Det naturliga utbredningsområdet sträcker sig från Sumatra och Borneo över Malackahalvön till södra Kina (provinsen Yunnan och Tibet) och östra Indien (Assam). Habitatet utgörs främst av tropisk regnskog. Malajbjörnar förekommer även i Thailand, Laos, Kambodja och Vietnam.

## Ekologi
Malajbjörnar är nattaktiva och sover i träd på dagen, två till sju meter över marken. De bryter eller böjer grenar för att skapa ett slags bon eller en utsiktsplatå. På marken är de liksom alla björnar hälgångare, men de vrider fötterna åt insidan.
Som andra björnar lever de ensamma utanför parningstiden, men inte mycket är känt om artens sociala beteende. I motsats till flera andra björnar håller de ingen vinterdvala, på grund av att de i tropikerna hela året har tillgång till föda.

### Föda
Malajbjörnen är allätare men föredrar insekter och andra ryggradslösa djur. De skalar bark från träd med sina klor för att komma åt bin och andra trädlevande djur eller för att slicka i sig honung. Malajbjörnen äter även termiter. Detta sker genom att de öppnar termitstacken och sedan växelvis stoppar sina främre extremiteter i stacken. Efter att tillräckligt många termiter har klättrat upp på armen slickar björnarna av dessa från sina lemmar. Malajbjörnen äter dessutom frukt, kokosnötter och andra växtdelar, vilket i områden med odlingar leder till att den uppfattas som skadedjur.
Ibland tar den även mindre ryggradsdjur som gnagare, fåglar eller ödlor som byte, och den äter ibland as.

### Fortplantning
Malajbjörnar kan para sig året runt. Dräktigheten varar i cirka 95 dagar men ofta vilar ägget en tid innan den egentliga dräktigheten inleds varför perioden mellan befruktning och födsel ibland kan ligga på 240 dagar. Vanligtvis föds ett eller två ungar, som i början väger 300-400 gram och är nakna, blinda och hjälplösa. De stannar hos modern tills de är fullvuxna. Efter ungefär tre år är ungarna könsmogna. Det äldsta djuret i fångenskap blev 31 år gammalt.

## Malajbjörnen och människan
Malajbjörnar jagas på grund av att de äter odlade växter. Dessutom påstås vissa kroppsdelar, exempelvis gallvätskan, har läkande egenskaper. I östra Asien hålls ungdjur ofta i fångenskap för att slaktas när de är fullvuxna. Ett ytterligare hot mot malajbjörnar är habitatförstöringen genom skogsröjning.
Dessa anledningar har medfört en nedgång i malajbjörnspopulationen. Det antas att arten är utrotad i Indien och starkt hotad i Kina. Hela beståndet kategoriseras som sårbart (VU) Washingtonkonventionen listar arten under appendix I.